# Январская забастовка 1905 года
Январская забастовка 1905 года — забастовка московских рабочих, которая началась 10 января 1905 года как протест против расстрела петербургских рабочих 9 января.
Забастовка началась с предприятий района Замоскворечья. Первыми поддержали протест металлисты заводов — Бромлея (1200 человек), Доброва и Набгольца (850 человек), Ефремова (200 человек), Гантерта (100 человек), а также текстильщики фабрик — Э. Цинделя (2500 человек), Михайлова (1800 человек), Шрадера (1500 человек), Досужева (около 400 человек). К ней также присоединились рабочие типографии Сытина (1100 человек) и кожевенного завода Жемочкина (800 человек). Спустя некоторое время бастовать начали рабочие в других районах Москвы. По активности бастующих выделялись предприятия Пресни. Из-за неё 6 000 человек Прохоровской мануфактуры отказались выйти на работу.
Протест охватил рабочих железнодорожных мастерских, железных дорог Московского узла. С самого начала большевики пытались придать ему организованный характер, стремились направить его в политическое русло. Забастовка достигла кульминации 14 января. В этот день её поддержали рабочие не только крупных промышленных предприятий, но и их коллеги, трудящиеся на небольших заводах и мастерских. Также её поддержали студенты университета, инженерных и технических училищ, сельскохозяйственного и учительского институтов, Высших женских курсов и консерватории.
Московские власти ответили арестами активистов забастовки, за первую неделю протестов были арестованы более 160 человек.
К 20 января забастовка была окончена. Всего в ней приняли участие рабочие около 140 предприятий — примерно 50 000 человек, что составляло треть от общего числа московских рабочих. Некоторые предприниматели пошли на уступки, в других случаях протесты не имели эффекта.